# 신의남국민학교 신암분교
신의남국민학교 신암분교는 대한민국 전라남도 신안군 신의면 하태서리에 있었던 초등학교이다.

## 연혁
- 1965년 11월 18일 하의남국민학교 신암분교 개교
- 1967년 4월 1일 도서벽지학교 '갑'급 지정
- 1983년 4월 19일 신의남국민학교 신암분교 개칭
- 1986년 1월 1일 도서벽지학교 '나'급 조정
- 1993년 3월 1일 폐교 및 신의국민학교 통폐합